# Mistrzostwa Świata w Lekkoatletyce 2009 – sztafeta 4 × 400 m mężczyzn
Sztafeta 4 × 400 metrów mężczyzn – jedna z konkurencji rozegranych podczas 12. Mistrzostw Świata w Lekkoatletyce na stadionie olimpijskim w Berlinie.
Wyznaczone przez IAAF minimum kwalifikacyjne do udziału w biegu wynosiło 3:03,30. Dwa biegi eliminacyjne rozegrano 22 sierpnia 2009 o godzinie 18:55 czasu berlińskiego. Finał – z udziałem ośmiu najlepszych reprezentacji – miał miejsce 23 sierpnia o godzinie 18:15. Bieg męskich sztafet 4 x 400 był ostatnią konkurencją mistrzostw świata.

## Rezultaty
| WR – rekord świata \| CR – rekord mistrzostw \| NR – rekord kraju \| AR – rekord kontynentu  |
| Q – awans z pozycji \| q – awans z czasem \| SB – rekord sezonu \| DNF – nieukończenie biegu |

### Eliminacje
Z biegów eliminacyjnych do finału z każdego z dwóch biegów awansowały trzy pierwsze sztafety. Ośmiozespołowy finał uzupełniły dwie sztafety z najlepszymi czasami wśród przegranych.
| Poz. | Bieg | Reprezentacja     | Zawodnicy                                                                       | Rezultat  | Uwagi |
| ---- | ---- | ----------------- | ------------------------------------------------------------------------------- | --------- | ----- |
| 1    | 1    | Stany Zjednoczone | Lionel Larry, Kerron Clement, Bershawn Jackson, Angelo Taylor                   | 3:01,40   | Q     |
| 2    | 1    | Francja           | Leslie Djhone, Teddy Venel, Yannick Fonsat, Yoan Décimus                        | 3:01,65   | Q, SB |
| 3    | 1    | Wielka Brytania   | Conrad Williams, Robert Tobin, David Greene, Martyn Rooney                      | 3:01,91   | Q     |
| 4    | 1    | Australia         | Joel Milburn, Tristan Thomas, Ben Offereins, Sean Wroe                          | 3:02,04   | q, SB |
| 5    | 2    | Belgia            | Antoine Gillet, Cédric Van Branteghem, Nils Duerinck, Kévin Borlée              | 3:02,13   | Q, SB |
| 6    | 1    | Nigeria           | Saul Weigopwa, Noah Akwu, Amaechi Morton, Bola Gee Lawal                        | 3:02,36   | q     |
| 7    | 2    | Dominikana        | Gustavo Cuesta, Arismendy Peguero, Yoel Tapia, Félix Sánchez                    | 3:02,76   | Q     |
| 8    | 1    | Rosja             | Maksim Dyłdin, Walentin Kruglakow, Konstantin Swieczkar, Aleksandr Dieriewiagin | 3:02,78   |       |
| 9    | 2    | Polska            | Piotr Klimczak, Marcin Marciniszyn, Rafał Wieruszewski, Jan Ciepiela            | 3:03,23   | Q, SB |
| 10   | 2    | Niemcy            | Martin Grothkopp, Kamghe Gaba, Eric Krüger, Ruwen Faller                        | 3:03,52   |       |
| 11   | 2    | Jamajka           | Leford Green, Ricardo Chambers, Isa Phillips, Jermaine Gonzales                 | 3:04,45   |       |
| 12   | 2    | Południowa Afryka | Ofentse Mogawane, Jacob Mothsodi Ramokoka, Sibusiso Sishi, Pieter Smith         | 3:07,88   |       |
| 99 ! | 2    | Bahamy            | Ramon Miller, Avard Moncur, LaToy Williams, Nathaniel McKinney                  | 3:10,00 ! | DQ    |

### Finał
| Poz. | Tor | Reprezentacja     | Zawodnicy                                                          | Rezultat | Uwagi |
| ---- | --- | ----------------- | ------------------------------------------------------------------ | -------- | ----- |
| 1    | 4   | Stany Zjednoczone | Angelo Taylor, Jeremy Wariner, Kerron Clement, LaShawn Merritt     | 2:57,86  | WL    |
| 2    | 7   | Wielka Brytania   | Conrad Williams, Michael Bingham, Robert Tobin, Martyn Rooney      | 3:00,53  | SB    |
| 3    | 2   | Australia         | John Steffensen, Ben Offereins, Tristan Thomas, Sean Wroe          | 3:00,90  | SB    |
| 4    | 5   | Belgia            | Antoine Gillet, Kévin Borlée, Nils Duerinck, Cédric Van Branteghem | 3:01,88  | SB    |
| 5    | 8   | Polska            | Marcin Marciniszyn, Piotr Klimczak, Kacper Kozłowski, Jan Ciepiela | 3:02,23  | SB    |
| 6    | 6   | Dominikana        | Arismendy Peguero, Yon Soriano, Yoel Tapia, Félix Sánchez          | 3:02,47  |       |
| 7    | 3   | Francja           | Leslie Djhone, Teddy Venel, Yannick Fonsat, Yoan Décimus           | 3:02,65  |       |
| 8    | 1   | Nigeria           | Saul Welgopwa, Noah Akwu, Amaechi Morton, Bola Gee Lawal           | 3:02,73  |       |